# Lillesjön (Breareds socken, Halland)
Lillesjön är en sjö i Halmstads kommun i Halland och ingår i Fylleåns huvudavrinningsområde.